# Castello di Badia
Il castello di Badia si trova sul colle di Poggio Marturi sulle sponde dell'Elsa, nel comune di Poggibonsi, in provincia di Siena.

## Storia
Si trovava qui anticamente un'abbazia dedicata a san Michele Arcangelo, cosa che ha fatto ipotizzare una fondazione in epoca longobarda quando la popolazione germanica era particolarmente devota al santo guerriero. In realtà non si conoscono conferme a questa ipotesi, e la prima menzione del complesso risale a un documento del 25 luglio 998, quando Ugo II di Toscana donò all'abate Bonomio l'adiacente castello di Marturi (oggi facente parte del complesso) e una serie di beni sparsi nel Chianti, nella Valdelsa, nel Valdarno e persino in Emilia Romagna nel Ferrarese. Alcuni hanno ipotizzato che questo atto sia un falso, eseguito solo alcuni anni dopo, verso il 1050-1100, per giustificare il possesso di alcuni beni da parte dei monaci camaldolesi. In ogni caso tracce del castello sono riferibili già alla fine del X secolo, e i resti di capitelli e colonne nelle vicinanze ha fatto ipotizzare che il sito fosse stato in uso almeno dall'epoca romana.
Nel 1001 Bonomio era in conflitto con Bonifacio III di Toscana, figlio di Ugo, per il reintegro di alcune proprietà nel patrimonio marchionale. Con il successore Ranieri comunque la proprietà del castello fu confermata ai monaci, che lo tennero fino al XV secolo. Nel Trecento l'abbazia visse un momento di particolare splendore, quando il suo abate Ranieri fu tra i consiglieri dell'imperatore Enrico VII (1313). Colpito probabilmente dalle pestilenze e indebolito dalla sua posizione di confine nelle guerre tra Firenze e Siena, il monastero entrò in declino fino alla metà del Quattrocento.
Il 29 novembre 1444 papa Eugenio IV sancì l'unione tra l'abbazia di Marturi e il convento fiorentino di Santa Brigida al Paradiso. A parte un breve periodo nell'estate del 1451, da allora l'abbazia non fu più indipendente.
Nel 1479 fu territorio di scontri legati alle conseguenze della congiura dei Pazzi, tra gli eserciti fiorentino e napoletano-senese: tutta la Valdelsa, tranne il castello di Strozzavolpe, fu occupata dai senesi, come ricorda anche l'affresco nella sala delle balestre nel Palazzo Pubblico di Siena, dove sono raffigurati i vari castelli nell'atto di ammainare la bandiera fiorentina. Il castello della badia, in particolare, fu attaccato dall'antistante castello di Poggio Imperiale (8 settembre 1479), distruggendone gran parte delle mura, ed facendolo di fatto entrare in un lungo periodo di trascuratezza.
Dopo la conquista di Siena, passò brevemente al fiorentino ospedale Bonifazio, ma solo alla fine del Settecento fu usato per scopi agricoli da Clemente Casini. Il periodo di sostanziale abbandono comportò al dispersione del cospicuo patrimonio artistico, di cui resta ad esempio testimonianza nel codice miniato dell'XI secolo detto Breviario di Poggibonsi oggi nella biblioteca Medicea Laurenziana.
Nel 1886 i ruderi dell'abbazia (allora di proprietà sempre della famiglia Casini) furono acquistati da Marcello Galli Dunn (originario di Mondovì e parente del fondatore della casa editrice De Agostini, fu professore, politico e facoltoso collezionista, ebbe tra le sue opere d'arte la Madonna Galli-Dunn; visse in Piemonte, in Toscana e a Roma). Egli vi fece riedificare un castello murato in stile neogotico, per farne una delle sue residenze private e occupandosi personalmente del progetto, forse collaborando con suo nipote (ne era lo zio) Cecilio Arpesani che pochi anni prima aveva curato l'edificazione della ferrovia Poggibonsi-Colle di Val d'Elsa. Nel 1896 i lavori furono conclusi, come ricorda una targa commemorativa affissa nel castello. Dopo il decesso di Marcello Galli Dunn, avvenuto nel 1912, la proprietà passò all'avvocato Gasparri di Roma e in seguito ad Amerigo Dei di Poggibonsi.

## Descrizione
Il complesso mostra oggi sostanzialmente le forme dovute al restauro ottocentesco, compiuto secondo la moda dei recuperi "in stile" con ampie concessioni al gusto romantico, inaugurate a Fiesole da John Temple Leader al castello di Vincigliata.
Il fabbricato principale, a forma di U e dotato di una torre dell'orologio, è circondato da mura dotate di torri angolari agli spigoli (dotate di camminamenti su beccatelli e archetti ogivali), basamento scarpato e paramento in pietra a vista. Gli edifici sono coronati da merlature. Tutte le aperture presentano archi acuti di gusto senese, compreso il loggiato, a parte sporadiche finestre ad oculo. Solo il chiostro e parte del basamento delle mura presentano ampi elementi originali.
Dal giardino-belvedere si gode un'ampia veduta sulla valle.